# 육정산고분군
육정산고분군(陸精山古墓群)은 중국 지린성 둔화시 교외 육정산에 위찬 발해의 고분군이다.고분군에서는
발해의 사기그릇들과 여러 장신구들이 출토되었다.